# Robert Borden
Robert Laird Borden (ur. 26 czerwca 1854 w Grand Pre, zm. 10 czerwca 1937 w Ottawie) – premier Kanady od 10 października 1911 do 10 lipca 1920. Swą władzę sprawował z ramienia Partii Konserwatywnej, a od 1917 w unii z Partią Liberalną.

## Życiorys
Urodził się w Grand Pre w Nowej Szkocji. Początkowo był nauczycielem, potem mimo faktu, że nie miał faktycznego wykształcenia praktykował prawo, zasiadał w radzie Queen’s University, a w latach 1924–1930 kierował wielkimi bankami.
Z przekonań konserwatysta, zaangażował się w odbudowę partii konserwatywnej, będącej w rozsypce po śmierci Johna Macdonalda. W 1896 został wybrany do Izby Gmin parlamentu Kanady. W 1901 był już liderem partii. Do władzy doszedł po dramatycznej kampanii wyborczej w roku 1911. Jej głównym punktem było porozumienie o wolnym handlu z USA, które próbowali wprowadzić w życie liberałowie, a wobec którego istniała znaczna opozycja.
Najistotniejszym okresem rządów Bordena był okres I wojny światowej. Zadeklarował dostarczenie kontyngentu pół miliona żołnierzy do walk w Europie. Jego rachuby okazały się błędne i ochotnicy stanowili tylko niewielki procent tej grupy. Ostatecznie rząd musiał się zdecydować na pobór. Wywołało to jeden z największych kryzysów politycznych Kanady, tzw. kryzys mobilizacyjny. Wysiłek zbrojny nie znalazł zrozumienia, szczególnie wśród niebrytyjskiej ludności pochodzącej z nowej emigracji. Stosunek do poboru podzielił także scenę polityczną. Obie główne partie – Liberalna i Konserwatywna, podzieliły się na anty- i prowojenne frakcje. Borden uratował swój rząd tworząc międzypartyjny gabinet – Unijny – składający się z prowojennie nastawionych przedstawicieli obu partii. Gabinet ten przetrwał do roku 1921.
Ostatecznie wojska kanadyjskie wzięły udział w wojnie demonstrując wysokie walory bojowe. Borden zdołał wykorzystać wojnę w celu powiększenia niezależności Kanady od Korony. Wbrew stanowisku brytyjskiemu wojska kanadyjskie walczyły pod własnym dowództwem jako wydzielone oddziały. Doświadczenia wojenne pomogły też w utworzeniu kanadyjskich sił zbrojnych. Paradoksalnie, z początku niepopularna wojna, przyczyniła się do rozpoczęcia procesu kształtowania się narodu kanadyjskiego.
Borden upamiętnił się także wprowadzeniem podatku dochodowego, który miał być rozwiązaniem tymczasowym na okres wojny, nigdy jednak nie został zniesiony.
Sir Robert Borden udał się na polityczną emeryturę w 1920. Zmarł w Ottawie, został pochowany na Beechwood Cemetery.